# Théétète (Platon)
Pour les articles homonymes, voir Théétète.
Le Théétète est un dialogue de Platon sur la science et sa définition. Ce dialogue est le premier d'une série de trois (avec Le Sophiste et Le Politique), ou de quatre, si l'on compte Le Philosophe.

## Présentation
Dans le Théétète, Socrate et Théétète cherchent une définition de la science et examinent en premier lieu la question de savoir si la connaissance trouve sa source dans ce contact de l'âme au sensible, sur la sagesse en tant que science (en grec ancien σοφία) et le savoir (en grec ancien ἐπιστήμη). Les deux premières définitions considérées sont que la science est la sensation et que la science est opinion. La première définition se heurte à l'objection suivante : le monde sensible est devenir, c'est-à-dire un ensemble d'objets qui naissent et qui se corrompent, s'accroissent et décroissent. Monde sensible et devenir sont synonymes. Mais si toute réalité est un devenir, elle se transforme sans cesse, et il est impossible d'y trouver la stabilité nécessaire à une connaissance vraie et certaine ; en effet, dans le sensible, un objet a tantôt telle qualité, tantôt telle autre, ou bien les deux en même temps, si bien que l'on en arrive à trouver des qualités contradictoires dans la même réalité. La conception héraclitéenne du monde sensible anéantit donc la connaissance, en soutenant que la nature du réel est d'être contradictoire. Mais cette conception fait également dépendre la connaissance, à la manière de Protagoras, des états empiriques de l'individu, selon la formule : « L'homme est la mesure de toute chose ». Ce relativisme, en posant que c'est de l'être-même des choses, et non seulement de leur connaissance, que chaque individu est le critère, fait de la connaissance un simple point de vue, et abolit toute possibilité de vérité. Le Théétète présente au moins deux qualités remarquables quand on le compare aux autres dialogues : c'est le seul des dialogues classés à partir de la maturité de l'auteur comme dialogue aporétique, et considéré comme un dialogue de jeunesse. Le Théétète est également l'avant-dernier dialogue à mettre Socrate en scène comme interlocuteur principal - si on considère le Philèbe comme le dernier.

### Date de composition
Le Théétète se déroule quelques jours avant le procès de Socrate (210 c-d), sa date de composition et la place qu'il occupe dans l'œuvre de Platon sont plus difficiles à déterminer. Dans le dialogue, il est dit que Théétète, blessé à la bataille de Corinthe, fut ramené à Athènes ; il y eut une bataille en juin ou juillet 394 av. J.-C. et une autre en 369. C'est la seconde date qui est la plus généralement admise, car, mort vers 394 av. J.-C., Théétète aurait eu 20 ans, et il est difficile d'admettre qu'il aurait eu le temps de confirmer les prévisions de Socrate et d'écrire l'ensemble des travaux que lui attribuent les historiens des mathématiques. Le Théétète est un dialogue qui se place à une époque tardive de la vie de Platon, aux côtés du Parménide et du Sophiste.

### La maïeutique et son rôle
Par l'intervention de la maïeutique, Platon souligne l'intérêt de l'intervention de Socrate, parce qu'elle permet à l'interlocuteur de « dire plus de choses que l'on n'en portait en soi » (210 b-c).

### Datation et chronologie du dialogue
Certains auteurs et philosophes se sont demandé si ce dialogue ne faisait pas partie d'une tétralogie inachevée. Parmi les dialogues que l'on situe vers cette période de la vie de Platon, il est difficile, sinon impossible, de déterminer lequel de ces deux grands dialogues, du Théétète ou du Parménide, est antérieur à l'autre. On trouve dans le premier dialogue une allusion à une rencontre entre Socrate et Parménide, rencontre historiquement invraisemblable et qui renverrait donc au second dialogue, comme le soutient par exemple l’helléniste français Auguste Diès. Il reste en tout cas certain que le Théétète est le premier de trois ou quatre dialogues, les deux ou trois autres étant Le Sophiste, Le Politique et  Le Philosophe. À la fin du Théétète, Socrate donne en effet rendez-vous à Théodore et à Théétète pour le lendemain, c'est-à-dire dans Le Sophiste, dans lequel les deux interlocuteurs de Socrate arrivent avec un étranger d’Élée, à qui l'on demande de définir le sophiste, le politique et le philosophe. Seul le philosophe n'aura pas de dialogue qui lui soit consacré. Cette lacune est diversement interprétée : on suppose que Platon n'a pas achevé la tétralogie ; on peut toutefois avancer que cette thèse est contredite par le fait que l'étranger estime, dans Le Sophiste, avoir trouvé la définition du philosophe.

## Cadre
Socrate discute avec le jeune Théétète d'Athènes, mathématicien contemporain de Platon et disciple de Théodore de Cyrène, de la définition de la science.

## Personnages
- Personnages du prologue
  - Euclide de Mégare : Fondateur de l’école mégarique, c’est lui qui a mis par écrit le dialogue entre Théétète et Socrate (selon ce que lui en a rapporté Socrate).
  - Terpsion de Mégare

- Personnages du dialogue lu
  - Théodore : Originaire de Cyrène ; géomètre ; ami de Protagoras. Théodore a su discerner en Théétète un élève particulièrement doué et ressemblant par sa laideur physique à Socrate.
  - Théétète : Originaire d’Athènes, mathématicien doué, admiratif devant la science de Théodore et de Protagoras. Il ressemble à Socrate par sa laideur.

## Résumé du prologue
Ce dialogue est raconté au style direct, ce que souligne Platon lui-même par l'entremise du personnage d'Euclide. Celui-ci, en effet, précise à la fin du prologue, qu'il rapportera au style direct le dialogue de Socrate avec Théétète et demande à Terpsion s'il approuve un tel procédé avant de commencer. Terpsion approuve en affirmant qu'il n'y voit rien de rebutant.
Des différents narrateurs dont fait usage Platon, Euclide est le seul à avoir consigné le dialogue par écrit avec l'aide de Socrate. Le fait même qu'Euclide ait recours à l'écrit, au lieu de posséder un savoir vivant dans son âme, est peut-être le signe qu'il n'est pas à considérer comme un candidat apte à la philosophie.

### Prologue
Un court prologue explique dans quelles conditions une discussion entre Socrate et Théétète va être lue. Dans ce prologue, Euclide et Terpsion se rencontrent. Terpsion s'étonne de n'avoir pas rencontré Euclide plus tôt. Ce dernier s'explique : il escortait Théétète, blessé à la guerre et victime de dysenterie, jusqu'à Érinos. C'est l'occasion pour les deux personnages de rappeler que Théétète est, selon l'opinion commune, un homme aussi beau que bon, deux qualités qui définissent l'excellence grecque, et que c'était là aussi le jugement que Socrate, quelque temps avant son procès et sa condamnation à mort, portait sur lui, lorsque Théétète était encore adolescent.
On a pu voir cependant dans la description de ces circonstances une forme d'ironie qui tranche avec le portrait flatteur qui est fait de Théétète. On peut en effet faire le rapprochement entre la dysenterie dont Théétète aurait été affecté lors de son rapatriement, et la question de Socrate de savoir si le jeune Théétète n'émettra que des vents en cherchant à définir la science. En se fondant sur ce rapprochement, on peut supposer que Platon suggère que Théétète n'a pas réellement confirmé le jugement que Socrate portait sur lui.
Quoi qu'il en soit, l'éloge de Théétète amène Terpsion et Euclide à évoquer la discussion qui eut lieu autrefois entre Théétète encore adolescent et Socrate. Euclide, qui n'a pas assisté à ce dialogue, se l'est fait rapporter par Socrate et l'a consigné par écrit en le corrigeant selon les indications de Socrate. Un esclave d'Euclide va en faire la lecture pour Terpsion ; le dialogue est écrit en présentant les propos des protagonistes de manière directe.
Il est généralement représenté sous la forme d'un vieillard jovial mais d'une grande laideur, avec un nez épaté, des traits lourds, un ventre bedonnant. Socrate a été comparé à Silène dans le Banquet de Platon (215 b) et le Banquet de Xénophon ; la comparaison des laideurs sert en même temps à Socrate d'évoquer une sagesse, beauté - en l'occurrence - toute intérieure.

### Introduction
Socrate demande à Théodore s'il a rencontré à Athènes un jeune homme qui mérite qu'on en parle. Théodore évoque alors un garçon qui ressemble à Socrate par la laideur, et doué d'un naturel merveilleusement bon, apte à apprendre et modeste tout à la fois, et courageux. Théodore fait venir le garçon, Théétète, auprès d'eux, et Socrate commence sans délai à l'interroger sur les compétences spécifiques dont il faut faire preuve pour juger d'une manière qui soit digne de retenir l'attention. Si, pour ce qui regarde la ressemblance entre Socrate et Théétète, le jugement de Théodore n'est pas digne de confiance parce qu'il ne s'y connaît pas en dessin, en revanche, pour ce qui touche la louange de l'âme, il faut examiner celui qui en fait l'objet et que ce dernier se prête de bon cœur à la démonstration. Théétète doit donc accepter d'être examiné par Socrate afin de vérifier le jugement de Théodore. Le propre de l'activité du philosophe est de s'étonner, et c'est là son principe et son origine. L'idée est présente dans le Critias (110 a), où Platon écrit que les hommes ont commencé à composer des mythologies et à s'intéresser au passé par des recherches.

#### Métaphysique
Lorsque les gens rêvent, ils ne se rendent généralement pas compte qu'ils sont en train de rêver. Ceci a amené les philosophes à se demander si nous n'étions pas constamment en train de rêver, au lieu d'être dans la réalité éveillée comme nous le croyons ; ou du moins, à remarquer que nous ne pouvons pas être certains que nous ne sommes pas en train de rêver (158 b-d).

### L'examen de Théétète

#### Définition de la science
Socrate s'enquiert des sciences que Théétète apprend de Théodore de Cyrène, mais fait part de son embarras aussitôt après avoir soumis à Théétète quatre thèses : 

1° Les compétents [les sages] sont compétents [sages] par la compétence [sagesse].

2° Apprendre, c'est devenir plus compétent sur ce que l'on apprend.

3° Mais nous sommes compétents en ce en quoi nous sommes aussi savants.

4° Par conséquent, science (ἐπιστήμη) et compétence sont la même chose.

En soutenant ces thèses, Socrate écarte l'idée que la sophia se suffise à elle-même. Il est besoin d'une science, et non seulement d'un savoir de type « savoir comment ».
Mais ce que peut bien être la science et si nous sommes en l'état de le dire, c'est ce qui embarrasse Socrate. Cet embarras est stratégique : en assimilant science et compétence, Socrate suggère en même temps la thèse que la compétence implique non seulement la connaissance de ce en quoi l'on est compétent (savoir comment), mais également le savoir de ce qu’est « être compétent » (savoir que). Sans la science qui fonde la compétence, cette dernière prétend à un statut qui n'est pas le sien, prétention que l'on trouve dans la sophistique : le sophiste sait comment persuader, mais il n'a pas la science de ce dont il parle. Le sophiste peut dès lors prétendre à une compétence universelle mais trompeuse. La question risque de heurter un savant comme Théodore, car Socrate remet en question, par ses thèses, le type d'éducation de Théodore. Ce dernier s'apparente en effet à un sophiste, puisque l'éducation devrait en effet tendre vers la science, et il faut pour cela rechercher ce qu'elle est. Or Théodore se défausse de ce genre de discussions, arguant qu'il ne convient pas à son âge, en invitant Socrate à poursuivre le dialogue avec Théétète. D'apparence anecdotique, ce passage suggère que Socrate prend soin de l'éducation de la jeunesse, alors que Théodore prend le parti de la sophistique. Socrate use en outre d'un autre stratagème, dont un aspect important pour saisir la portée du dialogue sera développé pleinement plus tard dans le dialogue : s'il peut paraître grossier, explique Socrate, c'est parce qu'il est poussé par l'amour du dialogue ; or le dialogue est aussi un moyen de devenir ami. Ainsi, ce n'est pas le désir de la réfutation qui doit conduire le dialogue, mais un lien d'amitié qui nait entre les interlocuteurs au cours de celui-ci (ce qui était le sujet du Lysis).

#### Première réponse: les exemples
Socrate poursuit son interrogation de Théétète et lui demande de dire ce que lui semble être la science. Comme plusieurs autres interlocuteurs de Socrate dans les dialogues, Théétète ne comprend pas ce qui lui est demandé et il répond par une énumération à une question qui appelle une définition : il propose ainsi une liste d'exemples de ce qui est considéré comme science. Pour Théétète, ce qu'il apprend de Théodore (comme la géométrie), ce sont des sciences, à quoi il faut ajouter selon lui les métiers des artisans ; ces derniers possèdent en effet également une compétence (146 a-151 d).
À cette réponse, Socrate remarque ironiquement la générosité de Théétète, qui donne plusieurs choses alors qu'une seule lui était demandée. Théétète ne comprend toujours pas, et Socrate, pour l'éclairer, lui propose de définir la cordonnerie et la menuiserie. Théétète donne son assentiment à Socrate lorsque celui-ci définit la cordonnerie comme la science de la fabrication des chaussures, et la menuiserie comme la science de la fabrication des objets en bois. Chacune de ces sciences est définie par son objet, ou plus exactement par la technique qui y est mise en œuvre, technique dont la maîtrise signifie la possession d'une compétence. Le raisonnement de Socrate est ici tout d'abord très elliptique et il faut le reconstituer à partir des exemples qu'il donne immédiatement après pour comprendre pourquoi il se sert de ces définitions pour objecter à Théétète que la question n'est pas de savoir combien il y a de sciences. Si chaque science est définie par son objet, alors : 1° il y a autant d'objets que de sciences ; 2° une science est une science de quelque chose ; 3° donc la science n'est rien d'autre que l'énumération des objets de chaque science. Mais, conclut Socrate, ce n'est pas une réponse qui répond à la question posée, qui est de savoir ce qu'est la science ; or, tout ce à quoi Théétète parvient, c'est à montrer les objets des sciences qu'il énumère, et donc à répondre à la question : combien il y a de sciences ?
Mais Socrate ne s'arrête pas à cette réfutation, et il va montrer, dans la suite de son interrogatoire, que l'objection qu'il soumet à Théétète est encore insuffisante à faire comprendre l'inadéquation de la première réponse de son interlocuteur. Ce que Socrate va en effet montrer, c'est que la réponse de Théétète n'est possible que par une incompréhension de la question qui rend impossible toute réponse adéquate. Pour faire comprendre ce point à Théétète, Socrate prend l'exemple de la glaise : il y la glaise des potiers, celle des briquetiers, etc. Si l'on définit la glaise en énumérant les métiers qui en font usage, on ne possède pas la connaissance de ce qu'est la glaise, qui se définit pourtant simplement comme de la terre pétrie avec un liquide. Mais, ne sachant ce qu'est la glaise, on ne sait pas plus en quoi elle consiste pour chacun des métiers énumérés. Il en va de même pour la science : ne sachant ce qu'est la science, on ne sait pas ce que sont les sciences particulières et il est donc impossible de faire une liste de sciences. Dès lors, si Théétète pense pouvoir définir la science par une énumération, c'est que, sans s'en apercevoir, il croit déjà savoir ce qu'est la science, et par conséquent le problème de la définition de la science, telle que la comprend Socrate, ne peut lui apparaître.
Le résultat de cette discussion de la première réponse de Théétète est donc double : 
- On ne peut définir la science par une liste de sciences
- On ne peut savoir ce qu'est une science sans connaître la définition de la science. Ce résultat fait apparaître qu'une réponse par énumération est une pétition de principe, puisqu'elle suppose ce qui est demandé, et que cette pétition est une cécité intellectuelle qui fait obstacle à une recherche véritable en conduisant de manière inévitable à formuler des réponses inappropriées. Ainsi, lorsque Théétète comprend le raisonnement de Socrate, il prend conscience que son savoir reposait sur un non-savoir.

Il reste que la question « qu'est-ce que la science ? » consiste à demander ce qu'est la science en elle-même, et la réponse doit alors rassembler toutes les sciences sous une même définition, même si elle ne les énumère pas. La possession de cette unique définition doit pourtant permettre de savoir qu'une science particulière est bien une science. Rassembler la multiplicité dans une unité, c'est ce que Théétète comprend à présent, et il propose à Socrate d'illustrer cette méthode par un exemple tiré des mathématiques.
L’hexis, en grec ancien : ἕξις, « manière d’être », est une condition active, proche de la définition d'une vertu morale chez Aristote. Elle est débattue dans le Théétète : Socrate y défend l’idée que la connaissance ne peut pas être seulement une possession passagère, qu'elle se doit d'avoir le caractère d'un hexis, c’est-à-dire d’un avoir en rétention qui n'est jamais passif, mais toujours participant.

#### Première définition: «La science, c'est la sensation»
Les commentateurs ne classent pas généralement la première réponse de Théétète dans les définitions examinées par Socrate : on a vu que cette réponse n'était pas, aux yeux de Socrate, une définition, et que son examen permettait principalement de préparer la formulation d'une véritable définition (151 d-187 a).
Théétète propose donc une nouvelle définition : « La science, c'est la sensation. » L'examen de cette première véritable définition est la plus longue des trois définitions éprouvées  cours du dialogue ; à elle seule, cette partie est même plus longue que les deux suivantes. Aux yeux du commentateur Myles Burnyeat, cette différence de longueur ne préjuge pas de la difficulté de chaque partie : au contraire, le dialogue est de plus en plus difficile au cours de la lecture. Cette différence peut s'expliquer par le fait que Platon souhaite examiner et réfuter de manière détaillée deux thèses qui s'opposent directement à sa propre théorie de la connaissance : le relativisme de Protagoras, et le mobilisme d'Héraclite.
Remarquant que Théétète, en proposant une telle définition de la science, se fait disciple de Protagoras, Socrate lui oppose plusieurs arguments : 
- Pourquoi payer Protagoras pour qu'il vous apprenne que ce que vous sentez est la vérité ?
- Les rêves sont ressentis, sont-ils vrais pour autant ?
- Si ce que l'on pense est la vérité, ceux qui pensent que Protagoras a tort ont raison ?

La réfutation finale de la définition peut se ramener à la formulation suivante, proposée par David Sedley, professeur de philosophie à l'université de Cambridge :
- La connaissance implique d'accéder à la vérité
- Accéder à la vérité implique d'accéder à ce qui est (essence)
- La perception ne peut accéder à ce qui est (ce qui est prouvé par la réfutation des thèses de Protagoras et d'Héraclite)

Il en ressort donc que :
- La perception ne peut accéder à la vérité ;
- Perception et connaissance ne sont pas la même chose.

#### Deuxième définition: «La science, c'est l'opinion vraie»
La science n'est pas l'opinion vraie (187 b-201 b), car on peut avoir une opinion vraie sans en avoir la science : le juge, par exemple, peut être persuadé par un témoin, et prononcer un jugement correct (201 b). Comme les sensualistes que Platon critique dans le Théétète (191), Cléanthe comparera la perception à l'empreinte d'un sceau dans la cire, avec ses creux et ses pleins ; dans le Théétète, l’esprit est décrit comme une « tablette de cire ».
On retrouve dans le Théétète de Platon une première occurrence de la métaphore de la Table rase. S'interrogeant sur la nature de la connaissance et sur les causes des jugements faux, Socrate émet l'hypothèse qu'il y a dans nos âmes des « tablettes de cire, plus grandes en celui-ci, plus petites en celui-là, d'une cire plus pure dans l'un, dans l'autre moins, trop dure ou trop molle en quelques-uns, en d'autres tenant un juste milieu (191 c-d) ». Platon se réfère ici aux tablettes que les Grecs comme les Romains utilisaient comme support de l'écriture et qu'ils grattaient avec l'extrémité plate du poinçon pour y effacer ce qui y avait été écrit auparavant.
Chez Platon, la tablette contenue dans l'âme joue le rôle de mémoire : elle conserve toutes les empreintes de ses sensations et de ses réflexions reçues par l'homme afin qu'il ne les oublie pas. Ainsi la capacité d'apprendre et de porter des jugements corrects sur les choses dépend de la qualité de la cire dont est constituée la tablette : quand celle-là « est profonde, en grande quantité, bien unie et bien préparée, les objets qui entrent par les sens et se gravent dans ce cœur de l'âme [...] y laissent des traces distinctes, d'une profondeur suffisante, et qui se conservent longtemps ; et alors on a l'avantage, en premier lieu, d'apprendre aisément, ensuite de retenir ce qu'on a appris, enfin de ne pas confondre les signes des sensations, et de porter des jugements vrais (194 c-d) ».

#### Troisième définition: «La science, c’est l’opinion vraie accompagnée d'une définition»
Quant à savoir si la science serait l'opinion vraie accompagnée d'une définition, il faut évoquer que cela dépend de ce que l'on appelle « définition » (201 d-210 a) :
- Formuler sa pensée ramène à ce qui a été dit de l'opinion vraie : on peut avoir une pensée vraie sans en avoir la science.
- Connaitre les étapes qui mènent, élément par élément, jusqu’au tout se révèle insuffisant, car Socrate dit que des sujets qui ont le même début commencent de façon pareille, et le fait de savoir dire « T », « h », « é » ne montre pas que l'on sait épeler Théétète en entier, dans le cas de « Théétète » et « Théodore » par exemple.
- Mentionner ce qui rend l'objet différent des autres objets ramènerait à une définition incomplète, car on ne sait pas ce qui rend Théétète et Théodore différents.

Socrate termine par une explication de la science : c’est connaître, et connaître, c'est s’être assuré d'une science ; la science est une opinion droite accompagnée de la science de ce que son objet a de différent ; la science n'est en aucun endroit, aucun cas une opinion droite accompagnée de science de que son objet a de différent.[pas clair]
Platon émet l'hypothèse que la science/le savoir (ἐπιστήμη: épistèmè) est l'opinion vraie justifiée. Cependant, la justification a besoin de savoir. La définition de savoir devient : "l'opinion vraie accompagnée de savoir de la différence". Le mot "savoir" apparait alors dans sa propre définition - ce qui est impossible. Il s'agit d'une définition circulaire qui n'est donc pas valide. Pour cette raison, Platon réfute cette caractérisation et n'apporte donc aucune définition.

## Physique
Platon reprend la théorie des contraires dans les Lois et dans le Théétète (171-172). Tout comme il reprend le thème du temps qui passe dans l’Apologie de Socrate (37 b-c) ou encore au Livre VI des Lois, où il préconise une certaine lenteur dans les affaires de justice, il parle encore du temps qui passe comme thème (172 e). Dans toute l’œuvre se retrouvent plusieurs attaques contre les sophistes, contre Protagoras (161-162), ou lorsque Socrate compare le sage et le rhéteur (172 c-177 c) : le premier sera ridicule dans un tribunal, et il ne saura même pas s'y rendre ; le second y brillera. Mais si le sage ne sait rien des réalités terrestres, c'est qu'il a passé son temps à méditer. À la toute fin du dialogue, Socrate s'éloigne en disant qu'il doit se rendre là où se règlent les plaintes juridiques pour « affronter l'accusation de Mélétos » (210 d) ; de nombreuses attaques se retrouve tout au long du dialogue plusieurs attaques contre les sophistes. Le jugement de quelqu'un sans expertise ni talent ni habileté a moins d’autorité,.
La pensée milésienne, et en particulier celle de Thalès, a influencé la philosophie de Platon, mais aussi celle d'Aristote. Pour Bernard Vitrac, traducteur et commentateur, comme avec Aristophane, les deux hommes vont faire de Thalès la figure emblématique du philosophe, en lui faisant jouer une fonction au sein de leurs systèmes, d'ailleurs opposés. Dans le Théétète, Thalès est montré comme un philosophe astronome étranger aux affaires de sa cité ; il serait mort en observant le ciel, à la suite d'une chute dans un puits. Au contraire, Aristote s'arrête sur son ingéniosité financière qui lui ont procuré « ses connaissances astronomico-météorologiques en prévoyant une abondante récolte d’olives ». Ce dernier, Aristote, dans sa Métaphysique (Livre A, 3) voit en Thalès « le fondateur (archêgos) d’un type nouveau de philosophie, en rupture avec le thème des généalogies divines. » Pour Jaap Mansfeld, Thalès est le point de départ d'une volonté de donner un sens téléologique à la nature, volonté qui constitue les racines fondatrices de la philosophie péripatéticienne. Thalès a également influencé la politique d'Aristote, qui s'est fondé sur l'école milésienne pour dépasser la pensée politique des IVe et Ve siècles.
Platon, à la suite de Socrate qui affirmait l'existence d'une science objective des valeurs et des normes morales, développe une théorie de la connaissance explicitée dans ce dialogue comme dans ceux de La République. Platon fait en effet la distinction entre la simple opinion (doxa empirique et sans fondement) et le véritable savoir philosophique, qui ne peut être acquis que par un long parcours d'apprentissage des mathématiques, de la dialectique et de ce qu'on appelle la théorie des Idées. Épicure, quant à lui, développe toute une théorie empiriste de la connaissance afin de déterminer les critères que doit remplir une connaissance pour être vraie. Platon apporte une définition de la pensée : discussion que l'âme elle-même poursuit tout du long avec elle-même à propos des choses qu’il lui arrive d’examiner (189 e-190 a), et le Pseudo-Platon en fait de même pour l’opinion : « Conception que la persuasion peut ébranler ; fluctuation de la pensée par le discours ; pensée que le discours peut conduire aussi bien au faux qu’au vrai ».

## Le logos de Socrate dans leThéétète
Le terme même de « définition » traduit un sens plus large : le mot λόγος est à interpréter de manière plus large et peut vouloir signifier le discours au sens large, selon le contexte.

### Évocation poétique
- L’Iliade, d’Homère : « Mettrai-je le comble à ces preuves en te forçant d’avouer que, par la chaîne d’or dont parle Homère, il n’entend pas désigner autre chose que le soleil. »[23]
- Homère est à nouveau évoqué[24] lorsque Socrate fait le rapprochement entre la cire qui bouche les oreilles et le cœur d’Ulysse aux chants des sirènes : Platon rapproche les mots κήρ et κηρός, mots qui en grec ancien signifient respectivement cœur et cire.

### Citations
- Une référence à Les Travaux et les Jours d’Hésiode se retrouve : « Hésiode dit du char qu’il est composé de cent pièces... » (207 a-b)
- L’Iliade, d’Homère : « L’Océan est l’origine des dieux et Téthys est leur mère. »( XIV, 210 et 301-306).
- Hippolyte, d’Euripide : « notre langue sera à l’abri de tout reproche, mais notre esprit ne le sera pas. » (612)
- Une référence à La Théogonie d’Hésiode se retrouve[5]
- L’Odyssée, d’Homère : « J’ai des myriades d’adversaires, qui me causent tous les embarras du monde. » (XVI, 121)
- Une référence au fragment 292 de Pindare figure en 173 e-174 a : « promène partout son vol.. des profondeurs de la Terre au surplomb du Ciel... »
- Une citation du Poème de Parménide se retrouve : « Ce qu’on appelle l’univers est immobile » (180 e-181 a)
- L’Iliade, d’Homère : « un objet de respect et de crainte » (III, 172).

## De la notion de connaissance technique

### Connaissance
Dans le Théétète, Platon définit la connaissance comme une « croyance vraie justifiée ». Cette définition traditionnelle contient plusieurs idées de nature à préciser la notion :
- Idée de fondement, de quelque chose qui rend fiable cette croyance, de lien intelligible, d’explication
- Idée de vérité, de fiabilité, et pour laquelle la reproductibilité est démonstration car de nature à vérifier cette rationalité.
- Idée même de croyance, c’est-à-dire qui est de l’ordre de la fausseté et qu’il est nécessaire de traiter pour déterminer le rapport avec l’objet.

Pour Michel Maffesoli, la connaissance est fonction des objets auxquels elle se rapporte : il existe donc des connaissances particulières qui se différencient par ce à quoi elles s’appliquent
Les contextualistes mettent en lumière l’historicité de la connaissance avec ce qui la produit, les motivations et intérêts en jeu, l’histoire sociale et politique dans laquelle elle se construit. La connaissance est donc soumise à un mode de validation historique relatif à un temps et un lieu donnés, et dont  la recherche des invariants et des constantes anthropologiques vise à s’affranchir. Enfin la connaissance diffère du savoir, car elle est entachée d’empirisme, elle est teintée de pragmatisme et donc « faillible », elle intègre des éléments que le savoir scientifique voit avec suspicion. Elle comporte des éléments donnés (empirisme) et des éléments construits, le tout avec une dimension généralement collective c’est-à-dire partagée.

## Note
Les passages cités sont tirés de l'édition de John Burnet, Platonis Opera, Oxford, tome I, 1903 (lire en ligne).

## Éditions
- Platon (trad. Auguste Diès), Œuvres complètes, Théétète, t. VIII, 2e partie, Paris, Les Belles Lettres, coll. « des Universités de France », 1976 (1re éd. 1926)

- Bostock, D., Plato’s Theaetetus, Oxford, Clarendon Press, 1988
- Platon, Œuvres complètes, trad. nouvelle et notes par Léon Robin, Paris, Gallimard, Bibliothèque de la Pléiade, 1940-42
- Platon, Théétète, trad., introduction et notes par Michel Narcy, Paris, GF-Flammarion, 2e éd. corrigée, 1995